# Macédoine aux Jeux européens de 2015
La Macédoine était présente aux Jeux européens de 2015, la première édition des Jeux européens, organisée à Bakou, en Azerbaïdjan.

## Médailles
| Sport                   | Discipline              | Athlète(s)         | Performance | Date    |
| Médaille d'or : 0       |                         |                    |             |         |
| Médaille d'argent : 0   |                         |                    |             |         |
| Médailles de bronze : 2 |                         |                    |             |         |
| Karaté                  | Hommes - Moins de 60 kg | Emil Pavlov        |             | 13 juin |
| Karaté                  | Hommes - Plus de 84 kg  | Martin Nestorovski |             | 14 juin |